# SA-N-3导弹
M-11«Шторм»，（M-11 Shtorm，英文:Storm）火箭炮兵裝備總局命名為4K60。北約代號SA-N-3「高腳杯」（Goblet）。此型導彈1969年服役，部署於航空母艦上。
4K60，是一種全天候中、低空艦對空導彈系統，通常置於雙聯發射架上。該導彈長6.1米，重845公斤，彈頭80公斤。射程可達55公里，飛行速度2-3馬赫。
4K60主要用於攻擊戰機，也具有某種反艦能力。該系統主要由導彈、雙聯裝發射架和「前燈」（Head Lights）半主動制導雷達（semi-active radar homing）組成。4K60從1969年開始服役，歷史上裝備過蘇聯海軍軍艦22艘，包括三艘基輔級航空母艦、兩艘莫斯科級直升機母艦，七艘卡拉級導彈巡洋艦和10艘克列斯塔Ⅱ級導彈巡洋艦。航空母艦裝有兩套4K60（四發射架），載彈24枚。巡洋艦則可多至八套（16發射架），載彈80枚以上，形成強大防空力量。
4K60尚無實戰記錄。
最初版本的4K60 M-11 "Shtorm"系統裝備了V-611型飛彈，北約代號為SA-N-3，另有4K60 M-11 "Shtorm-M"使用СУО Гром-М的版本，升級版的4K65 M-11 "Shtorm-N"系統裝備了V-611M型飛彈,北約代號為SA-N-3B。

## 外部連結
- SA-N-3發射情況